# چارلز باردو
چارلز باردو (انگلیسی: Charles Bardot; ۷ آوریل ۱۹۰۴ – unknown) بازیکن فوتبال اهل فرانسه بود.
از باشگاه‌هایی که در آن بازی کرده‌است می‌توان به باشگاه فوتبال کن اشاره کرد.
وی همچنین در تیم ملی فوتبال فرانسه بازی کرده‌است.